# Sint-Maartenskerk (Winnezele)
De Sint-Maartenskerk (Frans: Église Saint-Martin) is de parochiekerk van de gemeente Winnezele in het Franse Noorderdepartement.

## Geschiedenis
Het is een driebeukige hallenkerk met voorgebouwde toren. In 1646 brak er brand uit in de kerk, waarna het schip werd vernieuwd. De zijbeuken werden in 1869 vervangen, de toren is van 1872.

## Interieur
De kerk bezit een zeldzame gotische preekstoel van begin 16e eeuw. Deze preekstoel komt uit de Sint-Maartenskerk van Ieper en werd aangekocht in 1804. De preekstoel is historisch, want Cornelius Jansenius heeft er nog op gepreekt. Het klankbord is in renaissancestijl (17e eeuw) en de kuip van de preekstoel bevat vijf houten panelen, voorstellende de verspreiding van Gods woord (Mozes, Johannes de Doper, Christus, Paulus, en een onbekende prediker). Ook zijn op de achterwand twee engelen met wapenschilden te zien en een hondje; dat blijkbaar genoeg heeft van al dat gepreek.
De kerk heeft een houten Mariabeeld (17e eeuw) en een beeld van de apostel Mattheus. Ook is er een beeld van Sint-Antonius abt. Dan is er een schilderij van 1764; dat Sint-Nicolaas voorstelt.